# Narcastet
Narcastet – miejscowość i gmina we Francji, w regionie Nowa Akwitania, w departamencie Pireneje Atlantyckie.
Według danych na rok 1990 gminę zamieszkiwało 527 osób, a gęstość zaludnienia wynosiła 116 osób/km² (wśród 2290 gmin Akwitanii Narcastet plasuje się na 694. miejscu pod względem liczby ludności, natomiast pod względem powierzchni na miejscu 1451.).